# 春日井明
春日井 晶（かすがい あきら）は、日本の漫画家。
(「鈍色のカメレオン」までは「春日井 明」)
2009年、「イッツ ア サタン」で第1回角川漫画新人賞大賞受賞。
2010年、「GENEZ」のコミカライズで連載デビュー。

## 作品リスト
- イッツ ア サタン（ヤングエースVol.5 2009年12月4日発売号読切、角川書店）
- GENEZ（原作：深見真、キャラクター原案：mebae、月刊少年エース2010年2月号 - 2011年6月号連載、角川コミックス・エース全3巻）
- 神様エヴリデい（月刊少年エース2012年10月号読切、角川書店）
- 鈍色のカメレオン（コミックNewtype2018年7月24日 - 2020年7月7日、KADOKAWA）
- 踊る千年家族（アワーズ2021年5月号 - 連載中、少年画報社）